# 性爱大师
《性爱大师》是一部由Showtime播出的美国历史电視劇集系列，於2013年9月29日首播。这部剧依據《性爱大师：威廉·麥斯特和維吉尼亞·強生的故事，教美国人如何爱的情侣》（Masters of Sex: The Life and Times of William Masters and Virginia Johnson, the Couple Who Taught America How to Love）这本书的內容而改编。

## 前提
《性爱大师》的劇情設於20世纪50-60年代的美國，其重現了兩位在圣路易斯华盛顿大学進行研究的兩位性學先驅——威廉·麥斯特（米高·辛飾）和維吉尼亞·強生（麗茲·凱普蘭飾）的研究歷程和關係轉變。

## 演員

### 主角
- 米高·辛 飾 威廉·麥斯特
- 麗茲·凱普蘭 飾 維吉尼亞·強生
- 凯特琳·菲茨杰拉德 飾 利比·麥斯特（Libby Masters）
- 泰迪·西爾斯 飾 奧斯汀·朗廷（Austin Langham，在第1-2季登場；第3-4季戲份增加）
- 尼古拉斯·達格斯托 飾 伊桑·哈斯（Ethan Haas）
- 安納爾利·阿什福德（英语：Annaleigh Ashford） 飾 貝蒂·迪米洛（Betty Dimello）

### 其他角色
- 博·布里奇斯 飾 巴頓·斯卡利（Barton Scully），醫學院校長以及麥斯特的老朋友
- 艾莉森·珍妮 飾 瑪格麗特·斯卡利（Margaret Scully），巴頓之妻
- 蘿絲·麥可佛 飾 維維安·斯卡利（Vivian Scully），巴頓和瑪格麗特的女兒[3]
- 海倫娜·約克（英语：Heléne Yorke） 飾 簡·馬丁（Jane Martin），醫院秘書和性研究參與者
- 凱文·克里斯蒂（Kevin Christy） 飾 萊斯特·林登（Lester Linden），麥斯特和強生的研究記錄者
- 茱莉安娜·妮克遜 飾 莉蓮·德保羅（Dr. Lillian DePaul），華盛頓大學婦產科的一位醫師
- 安·多德 飾 埃斯塔布鲁克斯·埃西·麥斯特（Estabrooks 'Essie' Masters），威廉·麥斯特之母[4]
- 馬瑟·齊克爾（英语：Mather Zickel） 飾 喬治·強生（George Johnson），維吉尼亞·強生的前夫
- 科爾·桑德（英语：Cole Sand）（1-2季）和諾亞·羅賓斯（英语：Noah Robbins）（3季） 飾 亨利·強生（Henry Johnson），維吉尼亞·強生之子